# Polystichum kuratae
Polystichum kuratae är en träjonväxtart som beskrevs av Shunsuke Serizawa.
Polystichum kuratae ingår i släktet Polystichum och familjen Dryopteridaceae. Inga underarter finns listade i Catalogue of Life